# La capanna dello zio Tom (film 1918 Tolentino)
La capanna dello zio Tom è un film italiano del 1918 diretto da Riccardo Tolentino.
È una delle numerosissime versioni cinematografiche tratte dal romanzo di Harriet Beecher Stowe, la prima prodotta in Italia con un cast di attori italiani. Nello stesso anno uscì negli Stati Uniti un'altra versione della vicenda, diretta da J. Searle Dawley e interpretata, tra gli altri, da Marguerite Clark e Sam Hardy.
Con queste due versioni si torna alla pratica - parzialmente interrotta nella versione del 1914 che aveva avuto come protagonista Sam Lucas - di usare attori in blackface per tutte le parti dei principali personaggi afroamericani della vicenda.
Maria Campi, nota canzonettista, affrontò in questo film un ruolo drammatico. Anni dopo ebbe modo di riconoscere che la grande attrice Paola Pezzaglia, presente nel film, le aveva dato molti buoni suggerimenti per poter riuscire nell'impegnativa parte.

## Trama
La famiglia Shelby è in gravi problemi economici. Gli Shelby sono dunque costretti a vendere Tom, un uomo fedele e buono, e il piccolo Harry, di soli 5 anni, a uno spietato mercante di schiavi. Elisa, madre di Harry, scappa con il piccolo. Si ricongiungerà a suo marito George e si rifugeranno tutti in Canada. Tom, invece, si consegna al mercante di schiavi. Conoscerà un padrone generoso con una figlia, Evangelina, che considererà Tom come un secondo padre. Il padrone e la figlia muoiono, e Tom è costretto ad avere un nuovo padrone. Questa volta cadrà nelle mani di un uomo spietato, che lo picchierà a morte per essersi rifiutato di uccidere una schiava nera come lui.

## Produzione
Il film fu prodotto in Italia da Italo-Egiziana Film.

## Distribuzione
Distribuito da Italo-Egiziana Film, il film uscì nelle sale italiane nel settembre 1918.